# Merivälja
Merivälja (estniska för "havsfältet") är en stadsdel i distriktet Pirita i Estlands huvudstad Tallinn.